# هاک (فیلم ۱۹۹۳)
هاک (انگلیسی: The Hawk) یک فیلم است که در سال ۱۹۹۳ منتشر شد.